# Долішня Бела Речка
Долішня Бе́ла Ре́чка (болг. Долна Бела речка) — село в Монтанській області Болгарії. Входить до складу общини Виршець.

## Населення
За даними перепису населення 2011 року у селі проживали 102 особи.
Національний склад населення села:
| Національність   | Кількість осіб | Відсоток |
| ---------------- | -------------- | -------- |
| болгари          | 88             | 86,3%    |
| цигани           | 14             | 13,7%    |
| турки            | 0              | 0%       |
| інша             | 0              | 0%       |
| не визначились   | 0              | 0%       |
| Всього відповіли | 102            |          |

Розподіл населення за віком у 2011 році:
Динаміка населення: